# Ізмаїльський державний гуманітарний університет
Ізмаїльський державний гуманітарний університет — вищий навчальний заклад в Ізмаїлі (Одеська область, Україна) — єдиний в українському Подунав'ї державний навчальний заклад ІІІ рівня акредитації, навчально-методична і виховна робота якого спрямована на ефективне здійснення навчального процесу відповідно до положень Болонської декларації: розвиток і вдосконалення кредитно-модульної системи оцінювання знань, організація самостійної та індивідуальної роботи студентів, утілення новітніх освітніх технологій (застосування комп'ютерної техніки, локальних інформаційних мереж, Інтернету, аудіовізуальних засобів викладання, електронних навчально-методичних комплексів дисциплін і т. ін.).
Університет є членом міжнародних організацій (Корпус миру, British Council, Alliancefrancaise, Міжнародна асоціація університетів єврорегіону «Нижній Дунай»).
Очолює університет доктор педагогічних наук, професор Ярослав Кічук (наказ Міністерство освіти і науки України від 16.06.2015 р. № 244-К).

## Історія
Після утворення Аккерманської області у серпні 1940 року на території колишніх Аккерманського та Ізмаїльського повітів Бессарабії уряд УРСР ухвалив постанову від 13 серпня про відкриття в місті Аккерман (нині — Білгород-Дністровський) учительського інституту з трьома факультетами — мови та література, фізико-математичний та історичний. Очолив навчальний заклад Андрій Снісара. На період війни інститут не працював.
Після звільнення Подунайських земель у листопаді 1944 року приймається рішення про поновлення роботи учительського інституту (ректор — Віктор Семашко). У період 1944 —1945 років навчальний заклад працює у єдиному із шпиталем приміщенні, в умовах нестачі підручників, паперу, наочних посібників та аудиторного фонду. Перший випуск відбувся у 1945 році (11 учителів).
З 1951-го року інститут переведено до обласного центру — місто Ізмаїл у зв'язку із реформуванням педагогічної освіти УСРС. Після об'єднання з Одеським учительським інститутом навчальний заклад став називатися Ізмаїльський державний педагогічний інститут (ректор з 1951 по 1958 роки — Дмитро Лобер).
На період ліквідації Ізмаїльської області припадає реформування інституту — у 1956 році факультет мови та літератури був приєднаний до філологічного факультету Одеського державного університету, 1959-го — фізико-математичний — до фізико-математичного факультету  Одеського педагогічного інституту. Протести з боку громадськості регіону призвели до того, що у липні 1956 року наказом Міністерства освіти в Ізмаїльському педагогічному інституті було відкрито факультет підготовки вчителів початкових класів (з 1958 по 1962 роки ректор Іван Саєнко).
На період стабільної розбудови інституту — 1963 рік — приходиться започаткування роботи факультету іноземних мов із двома відділеннями —англійської та французької мов (ректор — Василь Нефьодов). У 1972 році вводиться в дію студентський гуртожиток на 520 місць, 1974 — новий навчальний корпус, 1986 — другий студентський гуртожиток. В інституті відкриваються відділення російської мови та літератури, української мови та літератури, які згодом будуть об'єднані у філологічний факультет. Факультет української філології та історії створено у 1989 році. Починають функціонувати лабораторії технічних засобів навчання, лінгафонні й навчально-методичні кабінети.
На кінець 80-х — початок 90-х приходиться відкриття аспірантури з п'яти спеціальностей, започатковується «Науковий вісник Ізмаїльського державного педагогічного інституту» як фахове видання (головний редактор — професор О. А. Колесников), у 1995-у створюється інженерно-педагогічний факультет. Відкриваються нові факультети — довузівської підготовки та післядипломної освіти (1999) та історичний (2001), вперше здійснено набір у докторантуру зі спеціальностей «Теорія та методика професійної освіти», «Порівняльне літературознавство». В розпорядження вишу передано третій навчальний корпус (колишній Ізмаїльський технікум механізації та автоматизації засобів виробництва), з'явилися комп'ютерні класи, лабораторії, Центр інформаційно-комунікаційних технологій з локальною мережею та виходом в інтернет тощо.
Згідно розпорядження Кабінету Міністрів України від 1 березня 2002 р. (№ 95-р) Ізмаїльський державний педагогічний інститут реорганізовано в Ізмаїльський державний гуманітарний університет. За вагомий внесок у справу підготовки висококваліфікованих кадрів для народної освіти Ізмаїльський державний гуманітарний університет нагороджено Срібною медаллю «Незалежність України» та дипломом Міжнародного академічного рейтингу «Золота фортуна».
Сьогодення університету — підготовка фахівців нового покоління, здатних працювати в умовах інтеграції України до європейського простору й конкурувати на світовому ринку праці.

## Факультети
Університет готує фахівців за освітньо-кваліфікаційними рівнями «бакалавр», «спеціаліст», «магістр». На чотирьох факультетах навчається майже 2 тис. студентів за 23 спеціальностями, серед яких:
- Українська мова і література;
- Історія;
- Соціальна педагогіка;
- Дошкільна освіта;
- Початкова освіта;
- Образотворче мистецтво;
- Музичне мистецтво;
- Практична психологія;
- Фізичне виховання;
- Мова і література (англійська, німецька, французька, російська, румунська, болгарська);
- Технологічна освіта;
- Економіка і підприємництво;
- Туризм;
- Інформатика;
- Переклад (англійська, німецька, французька мови) тощо.

## Ректори
- з 13 серпня 1940 — Андрій Снісара
- 1944 — 1945 — Віктор Семашко
- 1951 — 1958 — Дмитро Лобер
- 1958 — 1962 — Іван Саєнко
- Василь Нефьодов
- 1965 — 1975 — Іван Никифорчук
- 1976 — 1986 — Анатолій Тичина
- 1987 — 1990 — Анатолій Кавалеров
- Володимир Мельник
- Валерій Середенко
- 1996 — жовтень 2013 — Олександр Лебеденко
- Олександр Лебеденок
- Ярослав Кічук — з липня 2016-го (наказ Міністерство освіти і науки України від 16.06.2015 р. № 244-К)

## Науковці
- Дроздовський Володимир Петрович — мовознавець, професор
- Дудкін Мар Сергійович— хімік, професор
- Кавалеров Анатолій Іванович — філософ, професор
- Кавалерова Ніна Антонівна —  педагог, професор
- Саєнко Іван Єгорович — літературознавець
- Сахнович Лев Аронович — математик

## Відомі випускники
- Бойченко Павло Іванович — голова Кілійської Об'єднаної територіальної громади, депутат Одеської обласної ради VI скликання, член партії Блок Петра Порошенка «Солідарність»
- Колєв Олег Вікторович — український журналіст, політик, Народний депутат України 9-го скликання
- Савченко Олександра Яківна — академік НАПНУ
- Ткаченко Юрій Олегович — український економіст, підприємець, голова Черкаської обласної державної адміністрації (2014—2018)[3]